# Гілбертаун
Гілбертаун (англ. Gilbertown) — місто (англ. town) в США, в окрузі Чокто штату Алабама. Населення — 739 осіб (2020).

## Географія
Гілбертаун розташований за координатами 31°52′33″ пн. ш. 88°19′10″ зх. д. / 31.87583° пн. ш. 88.31944° зх. д. (31.875791, -88.319489).  За даними Бюро перепису населення США в 2010 році місто мало площу 2,02 км², уся площа — суходіл.

## Демографія
Згідно з переписом 2010 року, у місті мешкало 215 осіб у 99 домогосподарствах у складі 58 родин. Густота населення становила 107 осіб/км².  Було 118 помешкань (58/км²).
Расовий склад населення:
| - 77,2 % — білих - 21,9 % — чорних або афроамериканців - 0,5 % — азіатів |

До двох чи більше рас належало 0,5 %. Частка іспаномовних становила 0,0 % від усіх жителів.
За віковим діапазоном населення розподілялося таким чином: 24,2 % — особи молодші 18 років, 53,5 % — особи у віці 18—64 років, 22,3 % — особи у віці 65 років та старші. Медіана віку мешканця становила 47,5 року. На 100 осіб жіночої статі у місті припадало 93,7 чоловіків;  на 100 жінок у віці від 18 років та старших — 81,1 чоловіків також старших 18 років.
Середній дохід на одне домашнє господарство  становив 43 070 доларів США (медіана — 33 750), а середній дохід на одну сім'ю — 51 709 доларів (медіана — 48 125). За межею бідності перебувало 21,5 % осіб, у тому числі 33,3 % дітей у віці до 18 років та 7,1 % осіб у віці 65 років та старших.
Цивільне працевлаштоване населення становило 48 осіб. Основні галузі зайнятості: виробництво — 33,3 %, освіта, охорона здоров'я та соціальна допомога — 29,2 %, сільське господарство, лісництво, риболовля — 10,4 %, транспорт — 8,3 %.